# 八重山市
八重山市（やえやまし）は、沖縄県石垣市と八重山郡竹富町との合併によって誕生する計画があった新しい市の名称である。

## 経緯
八重山諸島にある石垣市、竹富町、与那国町の1市2町では、2002年から合併の検討が進められた。石垣市はおおむね合併に前向きであったが、竹富町及び与那国町は、合併に財政基盤の強化などにメリットを見いだす一方で、それぞれ以下のような問題を抱えていた。
竹富町
竹富町役場は、現在、竹富町内ではなく石垣市美崎町にある。これは、八重山諸島の航路・空路は石垣島から放射状に延びていて、竹富町の島々を相互に結ぶ交通手段が充分に整っていないためである。町役場の町内への移転は古くから検討されてきたが、近年、移転による経済効果を期待して、町内で人口が最大の西表島大原に町役場を移転する計画が具体化していた。このため、役場移転優先派の当時の町長や西表島選出の町議会議員らを中心に、町役場移転の障害となる合併に対しては根強い反対があった。
与那国町
与那国町は石垣市、竹富町と地理的に離れていて、文化をはじめ種々の面で独自性が強い上に、八重山諸島の他の島に比べて直通の航空路線がある那覇市との結びつきも強く、かねてから自立志向を強く持っていた。
3市町は2003年7月1日に法定合併協議会を設置したが、2004年10月16日に行われた与那国町の住民投票で合併反対が賛成を大きく上回ったため、与那国町が協議会から脱退し、1市2町による合併は頓挫した。
与那国町の離脱を受け、石垣市、竹富町は1市1町での合併をめざすこととなった。竹富町では、2004年5月16日の住民投票で合併賛成が反対を上回り、同年8月22日に行われた町長選では合併推進を掲げた現町長が現職で町役場移転優先派の前町長を破り当選するなど、合併支持の民意が示される一方で、町議会では、14人のうち議長を除く8人が西表島出身で、役場移転優先派が多数を占めていた。このため、町議会で法定協議会設置が3度にわたり否決されるなど、合併の交渉は難航した。
2005年2月28日に4度目の採決によって竹富町議会で法定協議会設置が可決されると、合併の手続が急速に進められた。3月18日には合併協定が調印され、残るは、石垣市と竹富町とのそれぞれの議会での合併議案の可決だけとなった。しかし、石垣市議会では順調に議案が可決されたものの、竹富町議会では3月25日と同28日の2度にわたり否決され、合併特例法の期間内の合併は断念されることとなった。
なお、1908年から1914年の6年間、この3市町は八重山村という単一の地方自治体を形成していたことがある。

## 新市名
新市の名称は、2003年10月20日から11月20日まで一般から募集され、1,236点（275案）の応募があった。この中から、「石垣市」、「新石垣市」、「八重山市」の3案に絞り込んだ上、2005年3月12日に開かれた第2回石垣市・竹富町合併協議会（法定）において委員14人による投票で最終決定が行われた。投票の結果、「八重山市」が10票、「石垣市」4票を獲得し、新市名は「八重山市」に決定した。

## 年表
- 2002年
  - 6月10日：石垣市・竹富町・与那国町により八重山地域合併検討会を設置[13]。
  - 12月25日：八重山地域市町合併協議会（任意合併協議会）を設置（竹富町は不参加）[14]。
- 2003年
  - 6月4日：住民発議による請求を受けて竹富町が法定合併協議会設置を可決。
  - 7月1日：3市町による法定合併協議会設置。
- 2004年
  - 5月16日：竹富町の住民投票で、合併賛成が1,132票（52.3%）と反対の1,032票（47.7%）を100票上回る[4]。
  - 8月22日：合併推進を掲げた大盛武が、現職で合併反対派の那根元を破り竹富町長に当選[5]。
  - 10月16日：与那国町の住民投票で、合併反対が605票（62.3％）と賛成の327票（33.7％）を大きく上回る[15][16]。
  - 10月20日：与那国町が合併協議会からの離脱を表明[16]。
  - 11月16日：石垣市・竹富町により石垣市・竹富町合併協議会（任意協議会）を設置[16]。
  - 12月7日：第3回石垣市・竹富町合併協議会（任意）において合併期日を2005年10月1日とすることに合意[16]。
  - 12月17日：竹富町議会において法定協議会設置が否決される（石垣市議会では同日に可決。竹富町議会では、以後、合計3度にわたり否決。）[16]。
  - 12月28日：八重山地域市町合併協議会が正式に解散[16]。
- 2005年
  - 2月28日：竹富町議会において、4度目の投票で、賛成7、反対6で法定協議会設置が可決される[16]。
  - 3月12日：第2回石垣市・竹富町合併協議会（法定）において、新市の名称を「八重山市」とすること等を決定[16]。
  - 3月18日：合併協定調印[16]。
  - 3月25日：竹富町議会において賛成5、反対8で合併議案が否決される[8]。
  - 3月28日：竹富町臨時議会において賛成6、反対7で合併議案が再度否決され、合併特例法に基づく合併を断念[8]。